# Laurens (Francia)
Laurens è un comune francese di 1 363 abitanti situato nel dipartimento dell'Hérault nella regione dell'Occitania.

## Società

### Evoluzione demografica
Abitanti censiti